# Xanthothrix callicore
Xanthothrix callicore là một loài bướm đêm trong họ Noctuidae.